# Erdstall

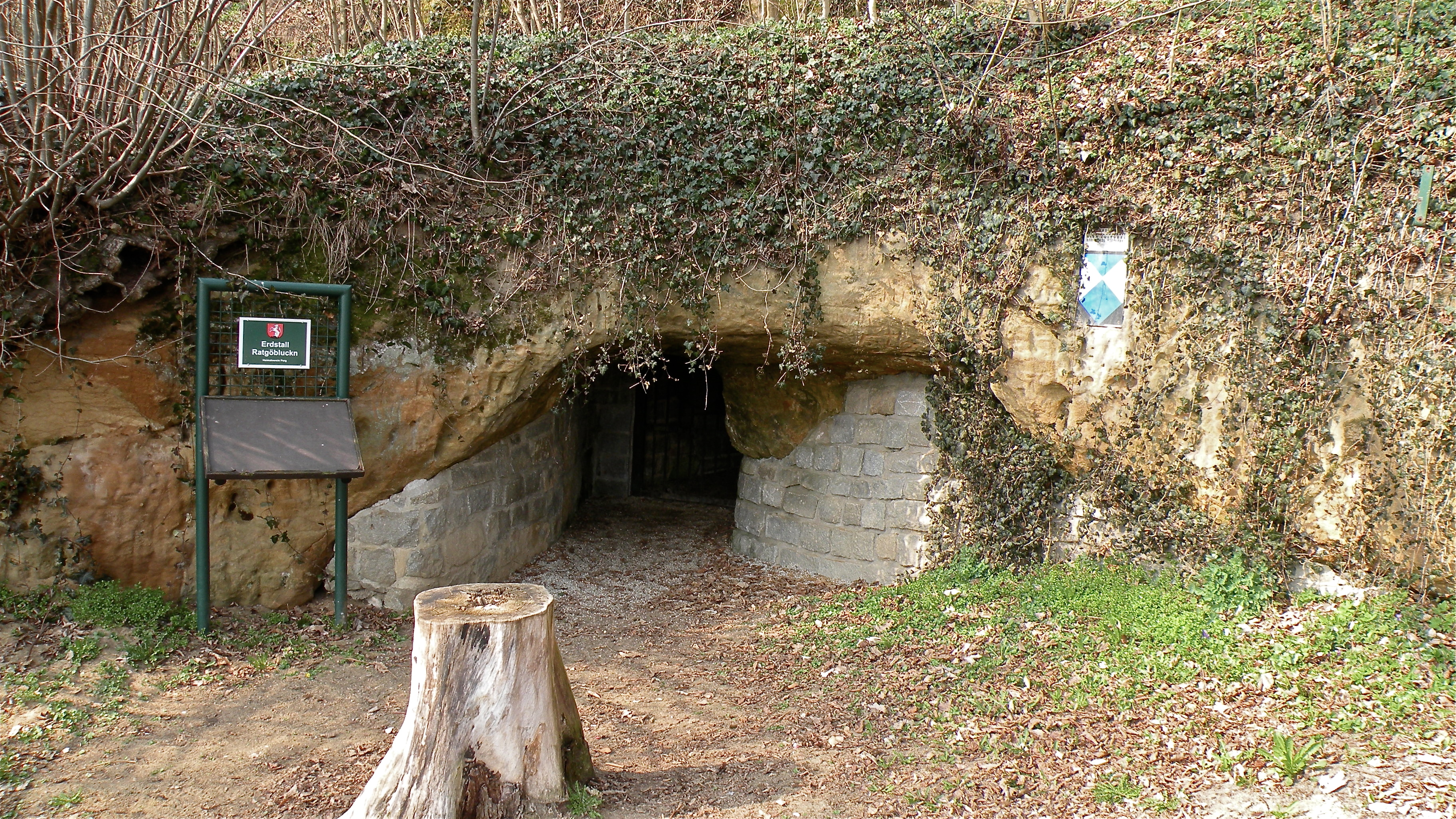
Entrada al Erdstall de Ratgöbluckn en Perg, Alta Austria, abierto para turistas y con luz eléctrica desde 2002.

Un erdstall es un tipo de túnel que se encuentra en varios países de Europa central. Son de origen desconocido pero se cree que datan de la Edad Media. Algunos incluso llegan a datarlos de la Edad de Piedra, o relacionarlo con otras construcciones como el complejo megalítico de Externsteine en Renania del Norte-Westfalia. Se han teorizado una variedad de propósitos, como por ejemplo que se usaron como rutas de escape o escondites, pero la teoría más destacada es que tenían algún propósito religioso o espiritual. La etimología, procedente del alemán, deriva de la palabra stelle («lugar», ubicación»), de la que procede el término stollen («túnel en minería»), y erde («suelo», «terreno»).
Los erdstalls son muy bajos y estrechos: tienen una altura que va desde un metro hasta metro y medio, y un ancho máximo de unos 60 centímetros. Además, cuentan con pasajes que conectan los túneles con otros túneles inferiores llamados schlupf (salida), que suelen ser extremadamente estrechos e intransitables para algunos, pues es necesario arrastrarse, gatear y deslizarse para desplazarse por ellos. Los erstalls cuentan con una única entrada que suele ser bastante estrecha y que permanece oculta bajo las montañas, al contrario que los pasadizos secretos, que sí cuentan con una segunda salida que permite escapar. Además, la mayoría de los sistemas de túneles no superan los 50 metros de extensión.
Actualmente, un gran número de erdstalls permanecen cerrados al público; esto se debe a que la mayoría de los túneles son demasiado angostos para ser recorridos por los turistas. Uno de los pocos transitables es el Erdstall de Ratgöbluckn en Perg, en Alta Austria, que está abierto al público como parte del museo local de la localidad. El Erdstall am Kapellenberg de Großkrut en Baja Austria se abrió en 2007 para los visitantes del Erdstallmuseum Althöflein.

## Galería

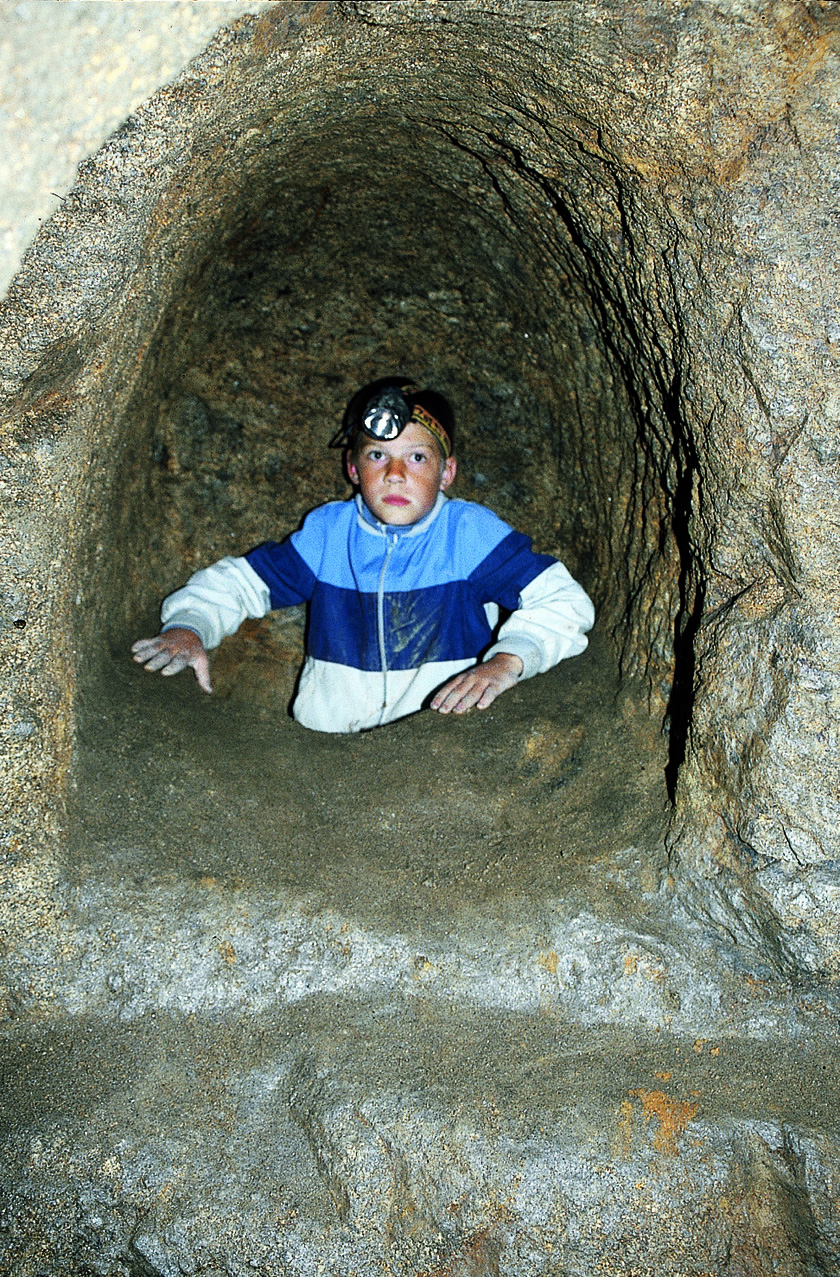
Pasaje vertical
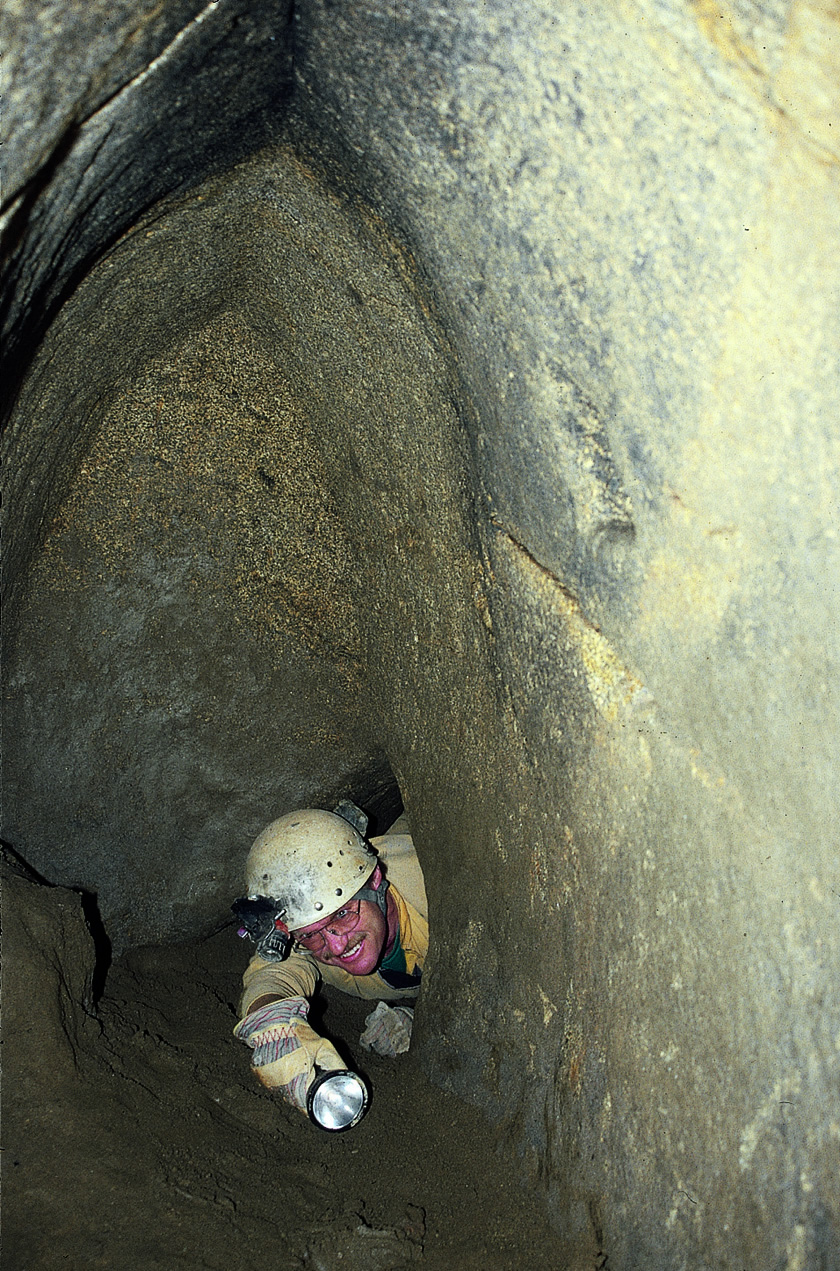
Pasaje horizontal
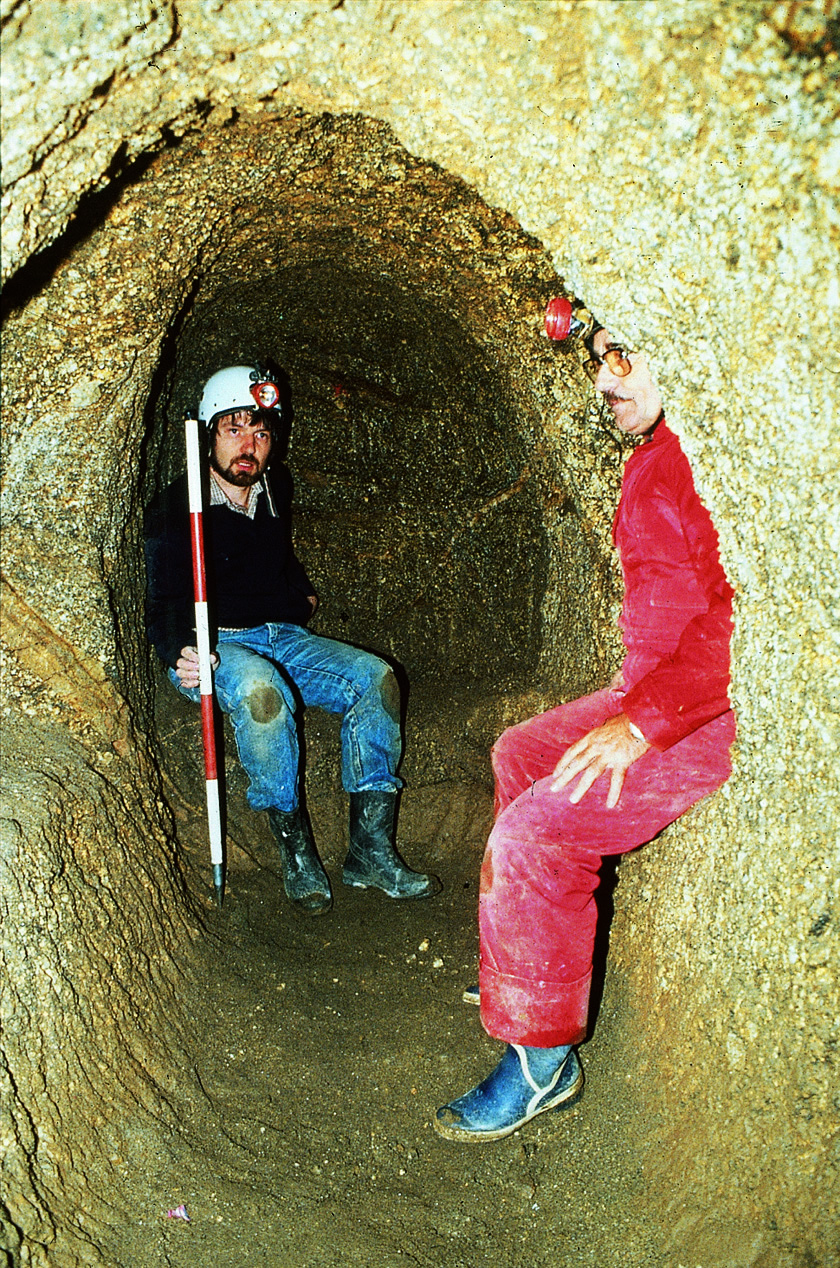
Receso para sentarse al final del túnel
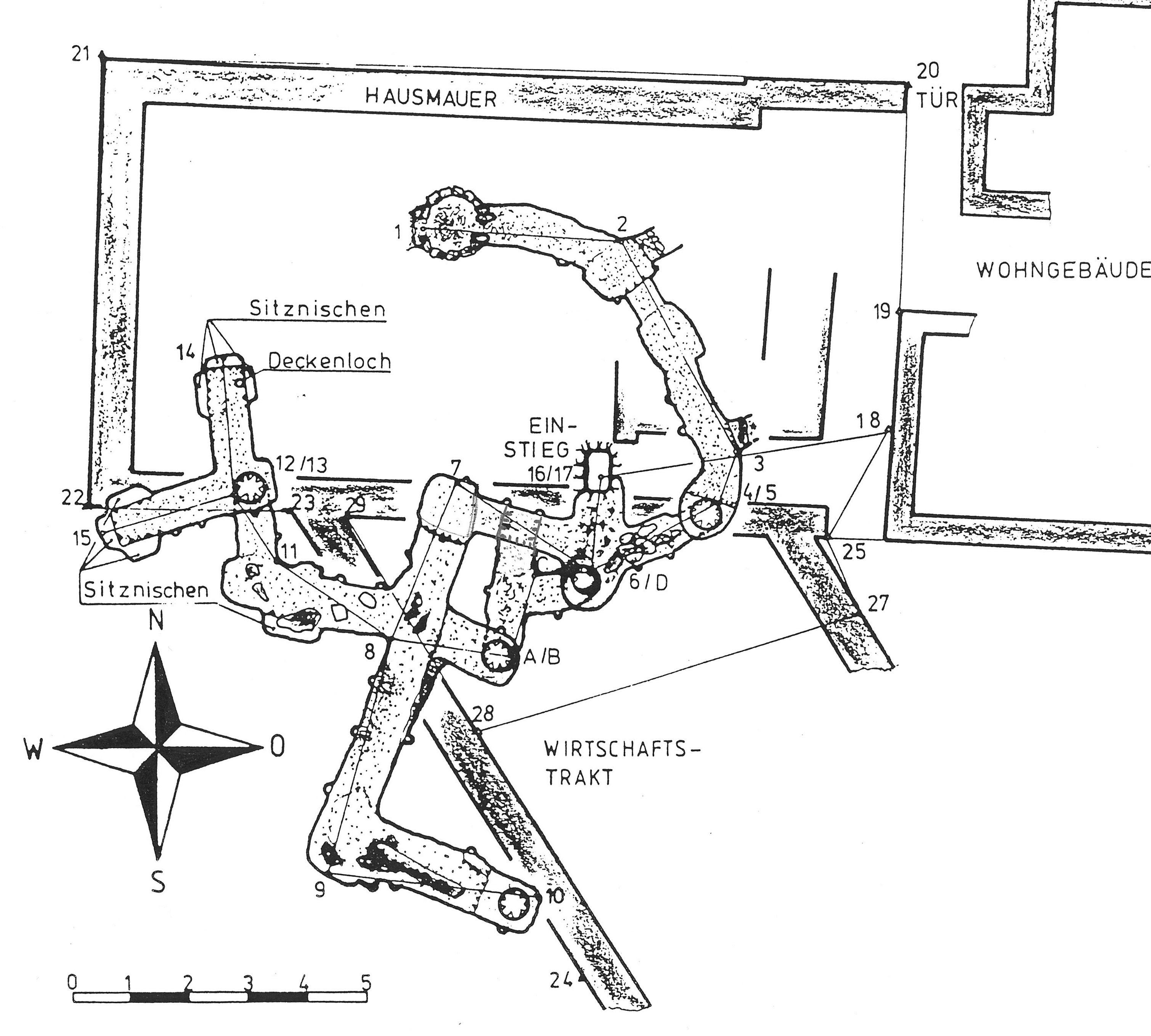
Mapa de un erdstall en Bad Zell, Austria